# Mimmo Gangemi
Pour les articles homonymes, voir Gangemi.
Mimmo Gangemi, né Domenico Gangemi le 19 octobre 1950 à Santa Cristina d'Aspromonte, en Calabre, est un ingénieur, journaliste et romancier italien, auteur de plusieurs romans policiers.

## Biographie
Il fait ses études dans divers établissement avant d'obtenir un diplôme d'ingénieur à l'université de L'Aquila. Devenu ingénieur civil à la retraite, et ayant toujours vécu en Calabre, aujourd'hui à Palmi, il publie, à partir de 1995, divers romans, dont plusieurs romans policiers à succès qui lui valent de nombreux prix et récompenses. Il est bientôt surnommé Le Sciascia de l'Aspromonte.
En 1998, il fait paraître le roman historique Quell'acre odore di aglio, une saga familiale qui raconte l'histoire de la ville d'Eboli et de l'Italie du Sud à travers trois générations et, notamment, l'évocation des inondations d'octobre 1951.
Mimmo Gangemi publie en 2002 Il passo del cordaio, un thriller financier.
En 2009, sa notoriété prend un envol décisif avec la parution de Il giudice meschino, traduit en français par Christophe Mileschi et publié par les éditions du Seuil en mars 2015 sous le titre La Revanche du petit juge,. Il s'agit du premier volume d'une série consacrée aux enquêtes d'Alberto Lenzi, surnommé le « petit juge », à cause de sa réputation de paresseux qui lui vaut d'être le plus souvent chargé d'affaires criminelles sans grand intérêt. Ce sont là de fausses apparences, car Lenzi, aussi malin que consciencieux, est un entêté qui sait résoudre des énigmes difficiles avec un savoir-faire remarquable. Ce premier roman de la série fait l'objet, en 2014, d'une mini-série télévisée réalisée  par Carlo Carlei et produite par la RAI, avec Luca Zingaretti et Luisa Ranieri.
La traduction par Christophe Mileschi du deuxième roman de la série, Il patto del giudice (2013), paraît en 2016 au Seuil sous le titre Le Pacte du petit juge.
Comme journaliste, Mimmo Gangemi collabore aux pages culturelles de La Stampa de Turin.

## Œuvre

### Romans

#### SérieAlberto Lenzi, le petit juge
- Il giudice meschino, 2009 Publié en français sous le titre La Revanche du petit juge, traduit par Christophe Mileschi, Paris, Éditions du Seuil, coll. « Seuil policiers », 2015[4] (ISBN 978-2-02-117762-6) ; réédition, Paris, éditions Points, coll. « Policier » no P4285, 2016  (ISBN 978-2-7578-5880-6)
- Il patto del giudice, 2013 Publié en français sous le titre Le Pacte du petit juge, traduit par Christophe Mileschi, Paris, Seuil, coll. « Seuil policiers », 2016[4] (ISBN 978-2-02-118334-4) ; réédition, Paris, éditions Points, coll. « Policier » no P4488, 2017  (ISBN 978-2-7578-6465-4)
- La verità del giudice meschino Garzanti, 2015 Publié en français sous le titre La Vérité du petit juge, traduit par Christophe Mileschi, Paris, Seuil, coll. « Cadre noir », 2017  (ISBN 978-2-02-134336-6)

#### Autres romans
- Un anno di Aspromonte, 1995
- Quell'acre odore di aglio, 1998
- Pietre nel levante, 2000
- Il passo del cordaio, 2002
- 25 Nero, 2004
- La signora di Ellis Island, 2011
- Il prezzo della carne, 2014

### Adaptation à la télévision
- 2014 : Il giudice meschino, mini-série italienne réalisée par Carlo Carlei, adaptation du roman éponyme, avec Luca Zingaretti, dans le rôle titre, et Luisa Ranieri